# Sukhoi Su-31

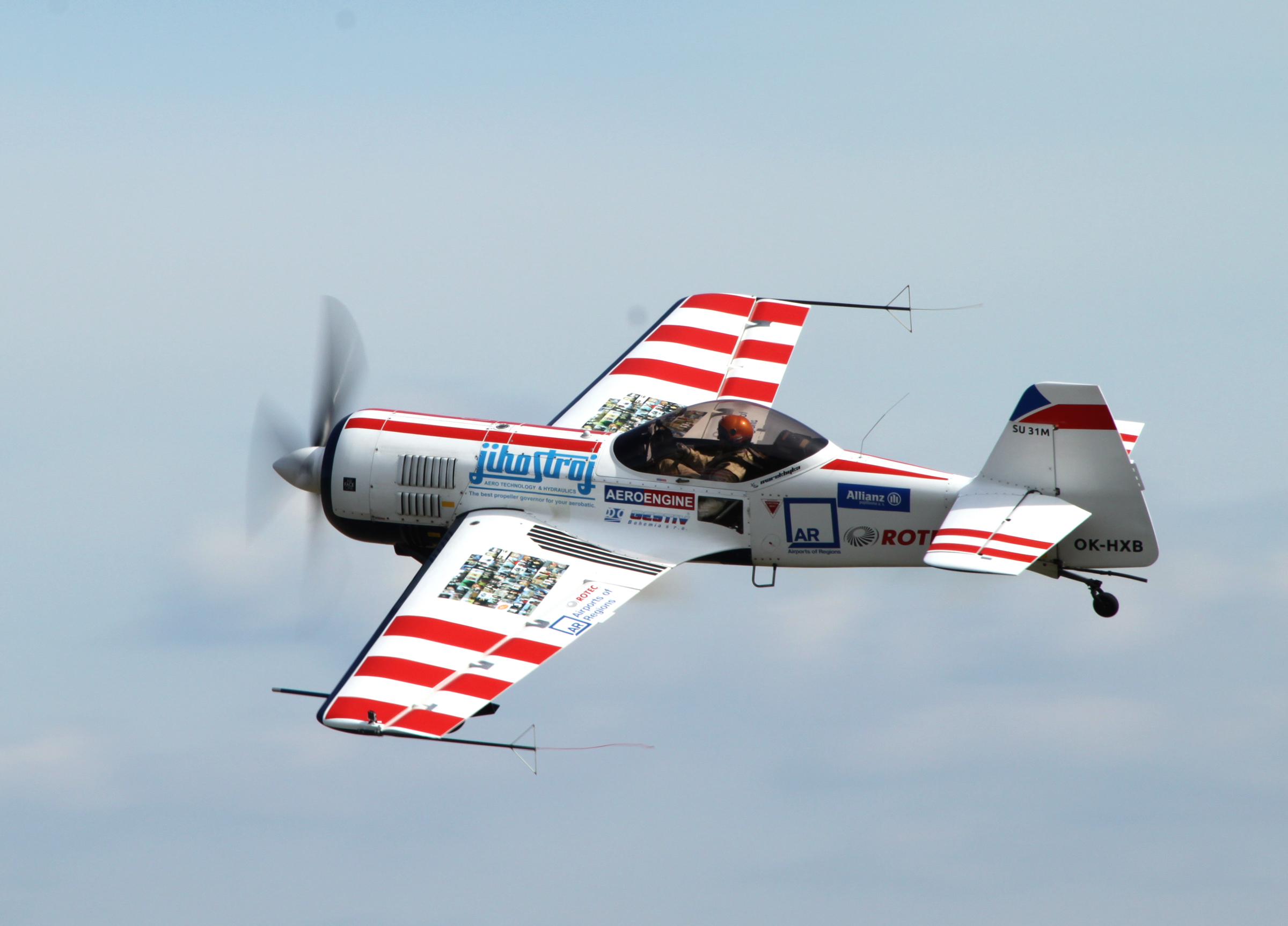
On aicraft show CIAF 2015

El Sukhoi Su-31 es un avión acrobático monoplaza y monomotor rusa del fabricante Sukhoi. El Sukhoi Su-31 realizó su primer vuelo en el año 1992, siendo un derivado del Sukhoi Su-26.

## Especificaciones
Referencia datos: Air Races.com, Sukhoi Su-26, 29, 31

### Características generales
- Tripulación: 1
- Longitud: 6,83 m
- Envergadura: 7,80 m
- Altura: 2,89 m
- Superficie alar: 11,83 m²
- Peso vacío: 700 kg
- Peso máximo al despegue: 1.050 kg
- Planta motriz: 1× Motor radial de 9 cilindros Vedeneyev M-14PF.
  - Potencia: 294 kW 400 HP
- Hélices: 1× MTV-9CL250-27 tripala de paso variable de madera laminada recubierta de fibra de carbono de 2.5 m (origen Alemania) por motor.

### Rendimiento
- Velocidad nunca excedida (Vne): 450 km/h
- Velocidad máxima operativa (Vno): 340 km/h
- Velocidad crucero (Vc): 295 km/h
- Velocidad de entrada en pérdida (Vs): 106 km/h
- Radio de acción: km
- Alcance en combate: km
- Alcance en ferry: 965 km
- Techo de vuelo: 4.000 m
- Régimen de ascenso: 24 m/s
- Coeficiente de carga: De -10 G a 12 G

### Desarrollos relacionados
- Sukhoi Su-26

### Aeronaves similares
- Yakovlev Yak-50
- Yakovlev Yak-52
- Yakovlev Yak-54
- Yakovlev Yak-55
- Extra 300